# Бугунь (Туркестанская область)
Бугунь (каз. Бөген) — село в Ордабасинском районе Туркестанской области Казахстана. Административный центр Бугунского сельского округа. Находится на берегу Бугуньского водохранилища. Код КАТО — 514635100.

## Население
В 1999 году население села составляло 3752 человека (1897 мужчин и 1855 женщин). По данным переписи 2009 года, в селе проживало 4117 человек (2095 мужчин и 2022 женщины).